# Ezra Klein

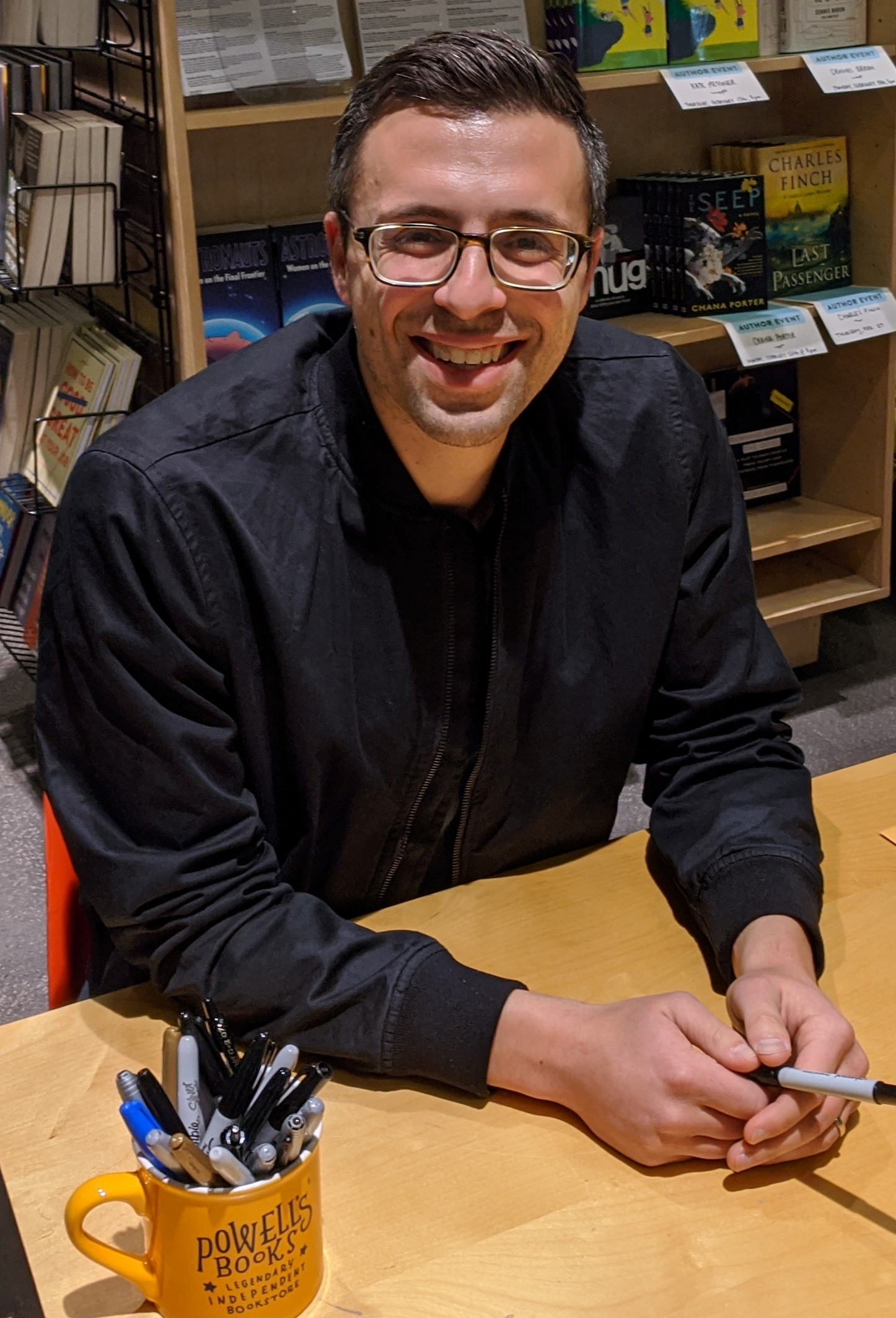
Ezra Klein (2020)

Ezra Klein (* 9. Mai 1984 in Irvine, Kalifornien) ist ein US-amerikanischer Journalist, Autor und politischer Kommentator sowie ehemaliger Kolumnist für die Washington Post mit Fokus auf Wirtschaft und US-Gesundheitspolitik. Klein war Mitgründer und Chefredakteur der Nachrichtenwebseite Vox. Seit 2021 ist er Kolumnist der New York Times. 

## Leben
Klein wurde in eine jüdische Familie geboren. Sein Vater Abel Klein ist Mathematiker und lehrt an der University of California in Irvine. Nach dem Besuch der University High School in Irvine studierte er Politikwissenschaften an der University of California in Santa Cruz, bevor er an die University of California in Los Angeles wechselte, die er 2005 mit einem Bachelor verließ.
Klein ist seit 2011 mit Annie Lowrey verheiratet, die als Wirtschaftsjournalistin für die New York Times arbeitet. Im Februar 2019 wurde ihr gemeinsamer Sohn geboren.

## Karriere
Nachdem Klein bereits seit 2003 mit zunehmendem Erfolg verschiedene Blogs geschrieben hatte, wurde er 2009 von der Washington Post als Blogger für ihre Online-Ausgabe eingestellt. Klein berichtete von da an ausführlich und regelmäßig über die Gesundheitspolitik der Obama-Regierung insbesondere den Affordable Care Act, dabei legte er Wert darauf, auch komplexe Aspekte den Lesern verständlich darzulegen.
Seit 2009 tritt Klein regelmäßig in Sendungen des US-Nachrichtensenders MSNBC als Gast auf, um als Sachverständiger aktuelle politische Ereignisse und Debatten zu analysieren bzw. zu kommentieren. Seit 2011 hat Klein zudem verschiedene Sendungen im Programm von MSNBC bei Abwesenheit des regulären Moderators vertretungsweise als Gastmoderator präsentiert. So hat er unter anderem einige Ausgaben von The Rachel Maddow Show und The Last Word with Lawrence O’Donnell moderiert.

### Vox, Podcast und New York Times
Anfang 2014 verließ er die Washington Post. Zu diesem Zeitpunkt war Klein bereits einer der meistgelesenen Journalisten in den Vereinigten Staaten und über seinen Abgang von der Zeitung wurde in weiten Teilen der englischsprachigen Presse berichtet, darunter im Guardian, der New York Times und Politico. Klein gründete daraufhin zusammen mit Matthew Yglesias und Melissa Bell die Nachrichtenwebseite Vox, deren Chefredakteur er wurde.
2015 startete Klein mit Matthew Yglesias und Sarah Kliff den Podcast The Weeds. Nach eigener Beschreibung ist es ein Podcast für Politik und politische Diskussionen, es werden zwei Episoden pro Woche veröffentlicht und regelmäßig Gäste eingeladen. Sarah Kliff hat 2019 Vox verlassen und wurde seitdem durch Dara Lind und Jane Coaston ersetzt.
Ein Jahr darauf kündigte Klein seinen eigenen Podcast The Ezra Klein Show an, ebenfalls erscheinend in zwei Episoden pro Woche, in denen Klein verschiedene Gäste zu politischen, philosophischen oder wissenschaftlichen Themen interviewt bzw. mit ihnen diskutiert.
Im Januar 2017 interviewte Klein zusammen mit der Journalistin für Gesundheitspolitik Sarah Kliff den damaligen US-Präsidenten Barack Obama über den Affordable Care Act und dessen Zukunft. Ein halbes Jahr zuvor interviewte er bereits die damalige demokratische Präsidentschaftskandidatin Hillary Clinton.
Im September 2017 trat Klein schließlich von seiner Position als Chefredakteur zurück. Als Grund gab er an, dass „Vox einen Vollzeit-Chefredakteur brauche“, er sich aber die Zeit für andere Projekte nehmen wolle. Die Stelle wurde von Lauren Williams übernommen.
Klein ist Produzent der Netflix-Dokumentarserie Explained, die Serie wird seit 2018 veröffentlicht, besitzt inzwischen mehrere Ableger, widmet sich in ungefähr viertelstündigen Episoden je einem Thema bzw. Konzept und versucht dieses zu erklären.
Im Oktober 2019 startete Klein einen weiteren Podcast namens Impeachment, Explained. In 15 Episoden, die bis Februar 2020 wöchentlich erschienen, berichtete Klein mit verschiedenen Experten über Nachrichten und Details in Bezug auf das Amtsenthebungsverfahren gegen Donald Trump. 2020 erschien seine Studie Why We're Polarized, in der er die Polarisierung der US-Gesellschaft erklärte. Seit 2021 ist er Kolumnist der New York Times. Die Wochenzeitung Die Zeit beschrieb ihn 2020  als „eine der wichtigsten liberalen Stimmen in den USA“.

## Auszeichnungen
- 2010 wurde ihm von der Sidney Hillman Foundation der „Hillman Prize for Blog Journalism“ verliehen[31]
- 2010 kürte die Zeitschrift The Week Klein zum „Blogger of the Year“[32]
- 2012 wurde er vom Magazin GQ als eine der 50 mächtigsten Personen in Washington, D.C. gelistet[33]
- Das Magazin Time führte Kleins Blog in einem Ranking auf Rang 7 der besten Blogs zu Finanzfragen, erstellt wurde das Ranking von Wirtschaftsnobelpreisträger Paul Krugman[34]
- 2020 gewann sein Podcast The Ezra Klein Show den Webby Award in der Kategorie beste Interview/Talk Show[35]

## Werke
- Ezra Klein: Why We're Polarized. Avid Reader Press, 2020, ISBN 978-1-4767-0032-8.
  - Deutsch von Katrin Harlaß: Der tiefe Graben: Die Geschichte der gespaltenen Staaten von Amerika. Hoffmann und Campe Verlag, 2020, ISBN 978-3-455-01002-2.
- gemeinsam mit Derek Thompson: Abundance, Avid Reader Press, 2025, ISBN 978-1-6680-2348-8.